# Samuel Goudsmit

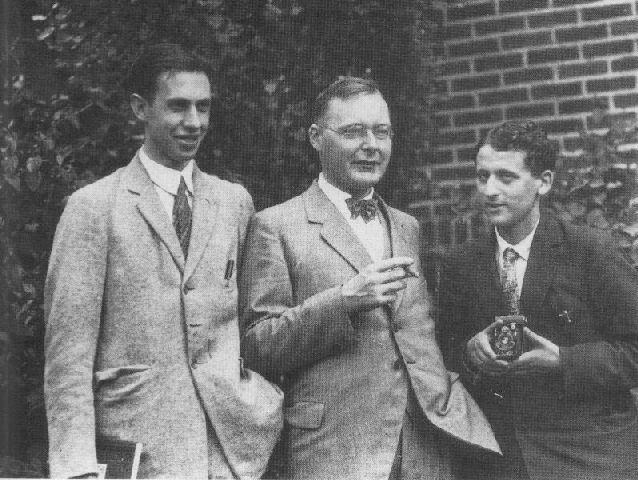
Uhlenbeck, Kramers și Goudsmit (circa 1928)

Samuel Abraham Goudsmit (n. 11 iulie 1902, Haga, Țările de Jos; d. 4 decembrie 1978, Reno, Nevada, SUA), numele la naștere Samuel Abraham Goudschmidt, a fost un fizician american de origine neerlandeză.
Împreună cu George Uhlenbeck, Goudsmit a formulat în 1925 ipoteza existenței spinului electronului, la câteva luni după Ralph Kronig, care însă nu a publicat-o.
A publicat cu coautor Linus Pauling cartea The Structure of Line Spectra. A fost directorul șțiințific al operațiunii Alsos.